# آگبیومه کدجو
آگبیومه کدجو (انگلیسی: Agbéyomé Kodjo; ۱۲ اکتبر ۱۹۵۴ – ۳ مارس ۲۰۲۴) سیاستمدار اهل توگو بود. وی از ۲۹ اوت ۲۰۰۰ تا ۲۷ ژوئن ۲۰۰۲ نخست‌وزیر این کشور بود.
آگبیومه کدجو در ۳ مارس ۲۰۲۴، در سن ۶۹ سالگی بر اثر سکته قلبی درگذشت.